# Tarenna lifouana
Tarenna lifouana là một loài thực vật có hoa trong họ Thiến thảo. Loài này được (Däniker) Jérémie miêu tả khoa học đầu tiên năm 1974.